# Teufel

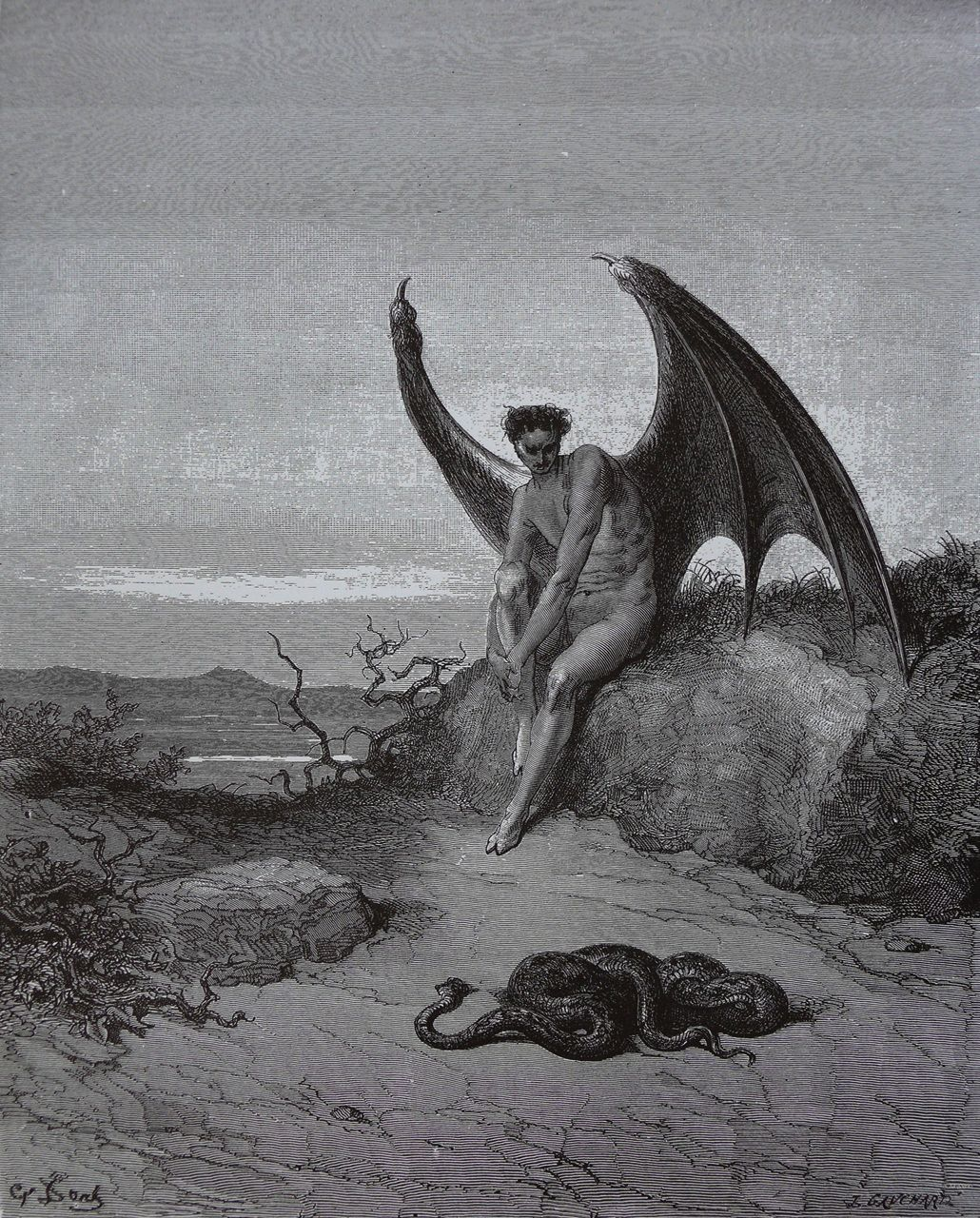
Illustration zu Miltons »Paradise lost« von Gustave Doré, 1866: “Him fast sleeping soon he found, in labyrinth of many a round self-rolled.” Ediert von Robert Vaughan, D.D. London und New York. Cassell, Petter und Galpin.

Der Teufel (von althochdeutsch tiufal und – angelehnt an ẹngil – tiufil, über diavulus wie gotisch diabaulus und lateinisch diabolus von griechisch διάβολος diábolos „Verleumder“, bibelgriechisch „Widersacher“) ist eine das Böse verkörpernde Gestalt. In verschiedenen Religionen wie dem Christentum und im Islam ist er ein als eigenständig und übernatürlich angesehenes Wesen. Nicht immer wird alles Böse in der Gestalt eines einzigen Teufels verkörpert, sondern es taucht gelegentlich eine Vielzahl von Teufeln in Form übelwollender Dämonen auf, die in der Regel dem obersten Teufel unterstehen.
Religionsgeschichtlich steht der Teufel prototypisch für das Böse und bildete sich in verschiedenen alten Hochkulturen (z. B. Iran, Griechenland, Babylon) heraus. Häufig verdichtete sich das Böse, je mehr die Vorstellung eines gütigen Gottes ausgebildet wurde, zu seinem Gegenspieler. Je nach Religion, Kulturepoche und Ort werden dem Teufel andere Namen und Eigenschaften zugeschrieben. Der Zoroastrismus vertritt eine dualistische Weltanschauung. Hier gilt Ahriman als Verkörperung der zerstörerischen Kraft im Universum, die den urzeitlichen Gegner Ahura Mazdas darstellt. Im Buddhismus nimmt Mara oder auch Devadatta die Stelle eines „teuflischen“ Verführers ein und wurde bei einer muslimischen Zuhörerschaft entlang der Seidenstraße auch mit Iblis (Satan im Islam) identifiziert.

## Wortherkunft
Das deutsche Wort „Teufel“ stammt wie auch das lateinische Diabolus von altgriechisch Διάβολος Diábolos, wörtlich ‚Durcheinanderwerfer‘ im Sinne von ‚Verwirrer, Faktenverdreher, Verleumder‘ aus διά dia ‚auseinander, (mitten) entzwei‘ und βάλλειν bállein ‚werfen‘, zusammengesetzt zu altgriechisch διαβάλλειν diabállein, deutsch ‚hindurchwerfen‘ ‚Zerwürfnis stiften‘ ‚verleumden‘ ‚entzweien‘ ‚spalten‘.

## Der Teufel in verschiedenen Religionen

### Judentum
In der Übersetzung der hebräischen Texte von Hiob 1  und Sacharja 3  ins Griechische wurde das jüdische ha-Satan (hebräisch הַשָּׂטָן) zu diabolos (‚Teufel‘) der Septuaginta. Die Vorstellungen von Satan sind im Judentum aber deutlich verschieden von den Vorstellungen und der Verwendung des Begriffs Satan im Christentum und im Islam. So fehlt dem Judentum die Vorstellung des Satans als einer teuflischen Gestalt. Das Böse nimmt keine eigenständige Gestalt an, sondern Gott selbst beinhaltet den bösen Geist, den er beliebig in der Form eines ihm unterstehenden Satans aussenden kann. Aufgrund der Deutung und Auslegung des Tanachs durch die jeweiligen Gelehrten ergeben sich bedeutende Unterschiede.
Satan ist im Tanach vor allem der Titel eines Anklägers am göttlichen Gerichtshof (die hebräische Bezeichnung Satan (שטן, Sin-Teth-Nun) bedeutet so viel wie „Ankläger“). Die Bezeichnung kann auch für Menschen verwendet werden; das hebräische Wort wird dann im Allgemeinen ohne den bestimmten Artikel benutzt (1. Samuel 29,4 ; 1. Könige 5,18 ; 11,14.23.25 ; Psalm 109,6 ; als Verben im Sinne von „Feind“ oder „Anfeindung“ in den Psalmen: Ps 38,21 ; 71,13 ; 109 ). Üblicherweise wird der Titel Satan verschiedenen Engeln verliehen und kann dann auch alleinbezeichnend sein.
Satan wird im Judentum nicht als etwas Personifiziertes oder gar als das personifizierte Böse betrachtet. Im Judentum werden sowohl das Gute als auch das Böse als zwei Seiten einer Zusammengehörigkeit gesehen, die beide z. B. in Gott, dem ewigen Wesen, begründet sind. Gut und Böse sind von dieser Welt, der das ewige Wesen Gott transzendent gegenübersteht. Der Satan handelt, wenn der Titel einem Engel in einem Zusammenhang oder in einer Erzählung gegeben wurde, dabei stets nicht eigenmächtig und nicht nach eigenem Willen, sondern im Auftrag Gottes und steht voll unter der Kontrolle und dem Willen Gottes. Der Titel Satan wird im Tanach und anderen heiligen Schriften des Judentums verschiedenen Engeln und Menschen verliehen.

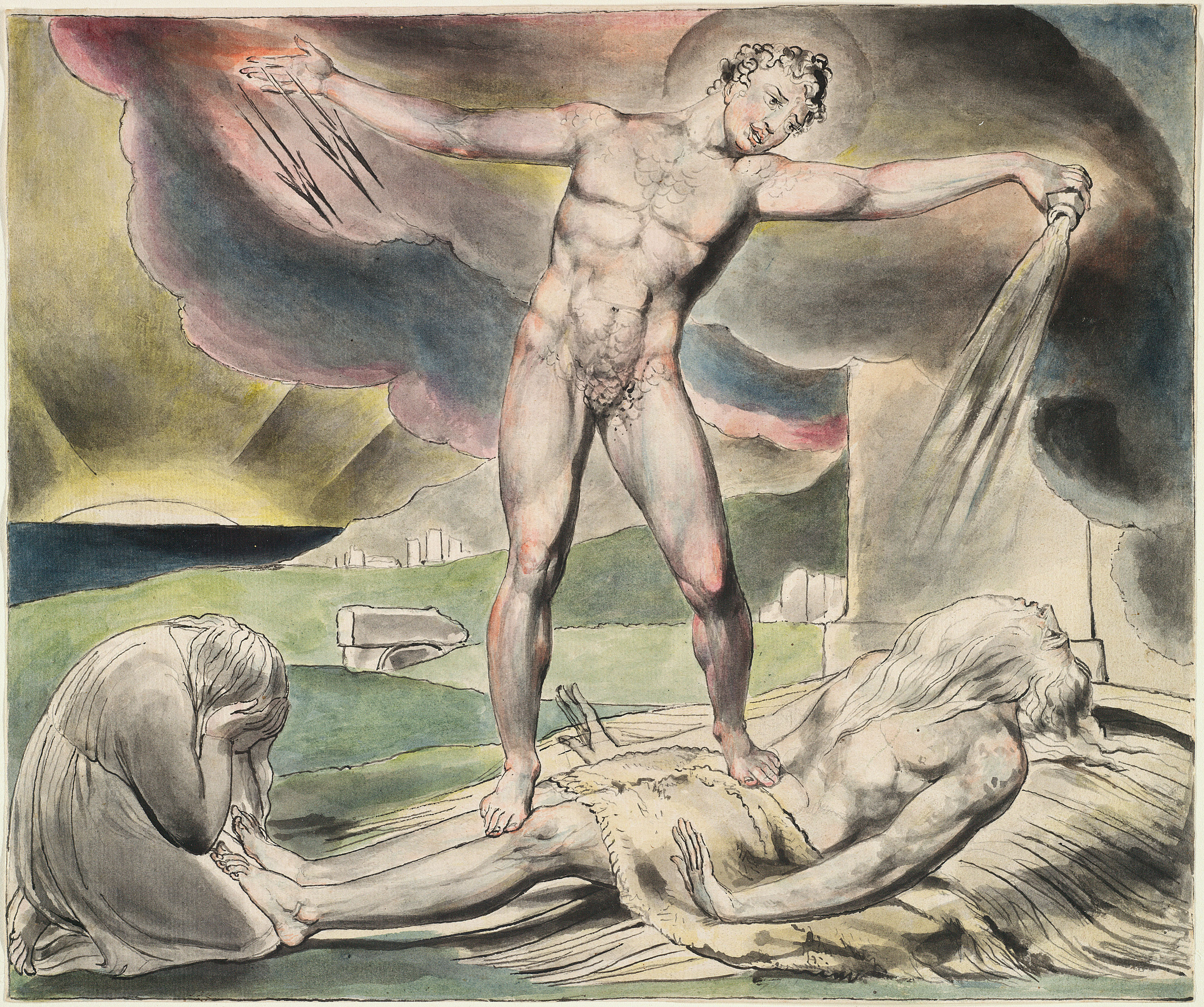
Satan schüttet die Plagen über Hiob aus (William Blake)

Die ausführlichste Darstellung, in der ein Engel mit dem Titel Satan in Gottes Auftrag wirkt, findet sich im Buch Hiob. Die Erzählung beginnt mit der Szene am himmlischen Gerichtshof, bei dem Gott und ein Engel anwesend sind. Aufgrund des Einwands des Engels in dieser göttlichen Gerichtshofsrunde, der als Ankläger, also als Satan fungiert, kommt es zu einem Vorwurf an Gott. Der fromme und wohlhabende Hiob halte Gott nur deshalb die Treue, weil Gott um ihn herum kein Unglück zulasse. Daraufhin gestattet Gott Satan, Hiobs Gottvertrauen auf die Probe zu stellen. Trotz der Unglücke und trotz der leidvollen Krankheit, die den nichtsahnenden Hiob daraufhin im Auftrage Gottes ereilen, akzeptiert Hiob sein trauriges Los und flucht seinem Gott nicht. Er kritisiert ihn jedoch und besteht darauf, dass er nichts Unrechtes getan habe. Hiobs Freunde sind davon überzeugt, dass er ein Unrecht begangen haben müsse, denn Gott lasse es nicht zu, dass ein Unschuldiger so viel Unglück zu erleiden habe. Damit wird der Einwand des Engels widerlegt, es gebe keinen Menschen, der Gott in jeder Situation treu bleibe oder nicht von Gott abfalle, sobald es ihm aus menschlicher Sicht schlecht ergehe. In zwei weiteren Fällen tritt ein Satan als Versucher (1. Chronik 21,1 ) oder Ankläger (Sacharja 3,1 ) des sündigen Menschen vor Gott auf. In Num 22,22–32  ist der sich in den Weg stellende Engel (Satan) letztlich nicht negativ handelnd, sondern wird von Gott gesandt, um Schlimmeres für Balaam zu verhindern.
In den außerbiblischen volkstümlichen jüdischen Erzählungen des europäischen Mittelalters wird der Titel Satan manchmal einem Engel gegeben, der von Gott verstoßen wird, weil er sich selbst gottgleich stellen wollte. Die Geschichten, in denen dies geschieht, sind dabei in vollem Bewusstsein und Kenntnis der Lehren des Judentums, die solche Vorstellungen stets ablehnten, gegenüberstellend erzählt. Er gilt als Träger des Prinzips des Bösen. Hier wird auf alte Begrifflichkeiten des persischen Kulturkreises, in dem das duale Prinzip des Kampfes Gut gegen Böse eine große Rolle spielt, und die Vorstellungen der umgebenden christlichen Kultur angespielt. Es sind daher eher phantastische Erzählungen oder Schauergeschichten und nicht biblische jüdische Lehren oder lehrhafte jüdische Erzählungen der Tradition. Eventuell werden die Vorstellungen des Christentums auch nur illustratorisch nacherzählt, um die Positionen der Christen, die in Widerspruch zu denen des Judentums stehen, vorzustellen.
Die Qliphoth der kabbalistischen Kosmologie werden metaphorisch als verhüllende Schalen des „Funken göttlicher Emanation“ aufgefasst und erfüllen ähnliche Funktionen wie die Teufelsfiguren in anderen religiösen Systemen. Die Göttlichkeit wird im Judentum mit der Offenbarung der einzigen Wirklichkeit Gottes verstanden, die jedoch von den Qliphoth verhüllt wird. Qliphoth werden daher mit Götzendienst (Idolatrie), Unreinheit, bösen geistigen Kräften wie Samael und den anklagenden Satanen und mit Quellen von spiritueller, religiöser Unreinheit belegt.

### Christentum

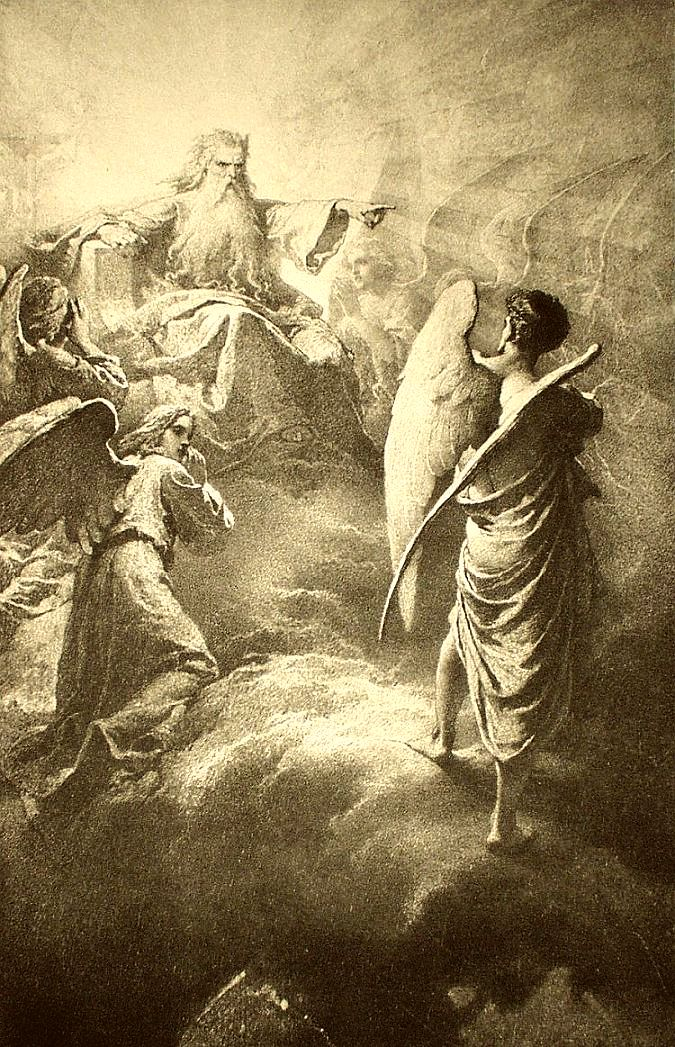
Die Verbannung Luzifers aus dem Himmel, Mihály Zichy (1887)

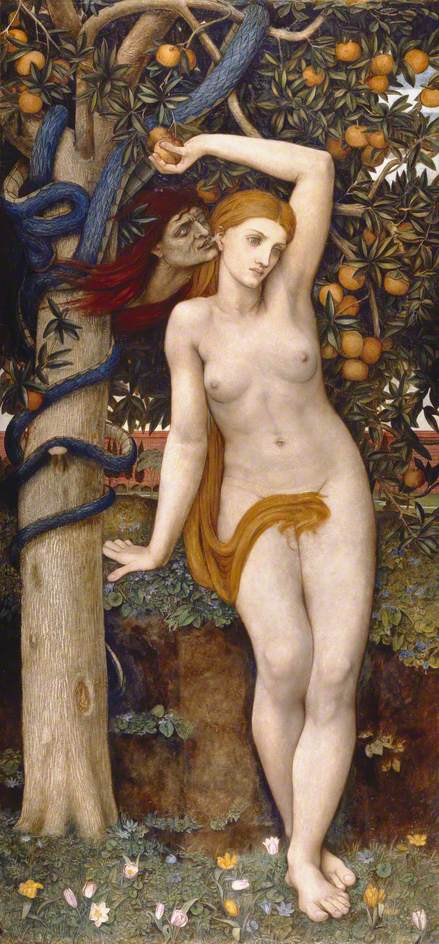
Die Versuchung Evas, John Roddam Spencer Stanhope (1877)

Im Christentum ist der Teufel der Inbegriff des Bösen. Spätestens seit Augustinus von Hippo wird in den christlichen Traditionen zwischen Teufeln und Dämonen nicht mehr unterschieden. Dabei wird der oberste Teufel auch (abweichend von der alttestamentlichen Bedeutung dieser Namen) Satan oder Luzifer genannt. Die Teufel werden dabei als gefallene Engel angesehen, die gegen Gott rebelliert haben. In einigen häretischen Bewegungen (z. B. Gnostizismus, Marcionismus, Manichäismus) wurden dualistische Vorstellungen vertreten, die den Menschen in der Knechtschaft eines bösen, geringeren Gottes, dem Erschaffer der Materie, sahen, und man glaubte, Erlösung werde nur durch die Intervention eines gnädigen Gottes zuteil. Alles Leid, die Unordnung und das Böse wurden dabei als Teufel oder Antichrist personifiziert, als deren Stellvertreter man gemeinhin oft die Juden ansah, woraus im mittelalterlichen Christentum eine machtvolle Dämonologie geschaffen wurde.
Die christliche Tradition bezieht auch die Schlange in der Schöpfungsgeschichte oft auf den Teufel. Diese Gleichsetzung findet sich schon in der Offenbarung des Johannes. In der Tradition wird der Teufel als Urheber der Lügen und des Bösen in der Welt angesehen. Die Offenbarung nennt ihn den „großen Drachen, die alte Schlange, die Teufel oder Satan heißt und die ganze Welt verführt“ (Offenbarung 12,9 ). Der Epheserbrief bezeichnet sein Wirken „Herrschaft jenes Geistes, der im Bereich der Lüfte regiert und jetzt noch in den Ungehorsamen wirksam ist“ (Eph 2,2 ). Besonders ausführlich wird der Teufel im apokryphen äthiopischen Henochbuch als Asasel, als einer jener Gottessöhne erwähnt, die mit den Menschentöchtern die Nephilim, die „Riesen der Vorzeit“, zeugten.
Ebenfalls im Neuen Testament wird Satan als Engel bezeichnet, der sich als Engel des Lichts ausgebe (2 Kor 11,14 ), und als personifiziertes Geistwesen vorgestellt, das stets als Teufel agiere. So heißt es: „Wer die Sünde tut, stammt vom Teufel; denn der Teufel sündigt von Anfang an. Der Sohn Gottes aber ist erschienen, um die Werke des Teufels zu zerstören“ (1 Joh 3,8 ).
Im Buch Jesaja findet sich ein Spottlied auf den König von Babylon, von dem eine Stelle später von christlicher Tradition auf den Satan bezogen wurde, ursprünglich aber eine Anspielung auf die Gestalt des Helel aus der babylonischen Religion ist, das Gegenstück zum griechischen Gott Helios. Der Bezug auf den König wird schon anfänglich klargemacht:

„Dann wirst du auf den König von Babel dieses Spottlied singen: Ach, der Unterdrücker fand sein Ende, ein Ende nahm die Not.“

„Ach, du bist vom Himmel gefallen, du strahlender Sohn der Morgenröte. Zu Boden bist du geschmettert, du Bezwinger der Völker. Du aber hattest in deinem Herzen gedacht: Ich ersteige den Himmel; dort oben stelle ich meinen Thron auf, über den Sternen Gottes; auf den Berg der (Götter-)Versammlung setze ich mich, im äußersten Norden. Ich steige weit über die Wolken hinauf, um dem Höchsten zu gleichen.“

Die Kirchenväter sahen darin eine Parallele auf den in Lk 10,18  beschriebenen Fall Satans („Da sagte er zu ihnen: Ich sah den Satan wie einen Blitz vom Himmel fallen“). Eine theologische Begründung für die Gleichsetzung besteht darin, dass die Stadt Babylon in der Offenbarung mit dem Teufel am jüngsten Tag gemeinsam von Gott vernichtet werde. Andere wenden dagegen ein, dass eine angenommene gleichzeitige Vernichtung keine Identität bedeute.
Auf ähnliche Weise wurden auch Teile von Ez 28  auf den Fall des Satans bezogen. Dort spricht der Prophet vom Ende des Königs von Tyrus, der wegen seines Hochmuts sich für einen Gott hält und daher angeklagt wird. In den Versen 14–15 heißt es dann an den König gerichtet: „Du warst ein vollendet gestaltetes Siegel, voll Weisheit und vollkommener Schönheit. Im Garten Gottes, in Eden, bist du gewesen. Allerlei kostbare Steine umgaben dich […] Aus Gold war alles gemacht, was an dir erhöht und vertieft war, all diese Zierden brachte man an, als man dich schuf. Einem Kerub mit ausgebreiteten, schützenden Flügeln gesellte ich dich bei. Auf dem heiligen Berg der Götter bist du gewesen. Zwischen den feurigen Steinen gingst du umher.“

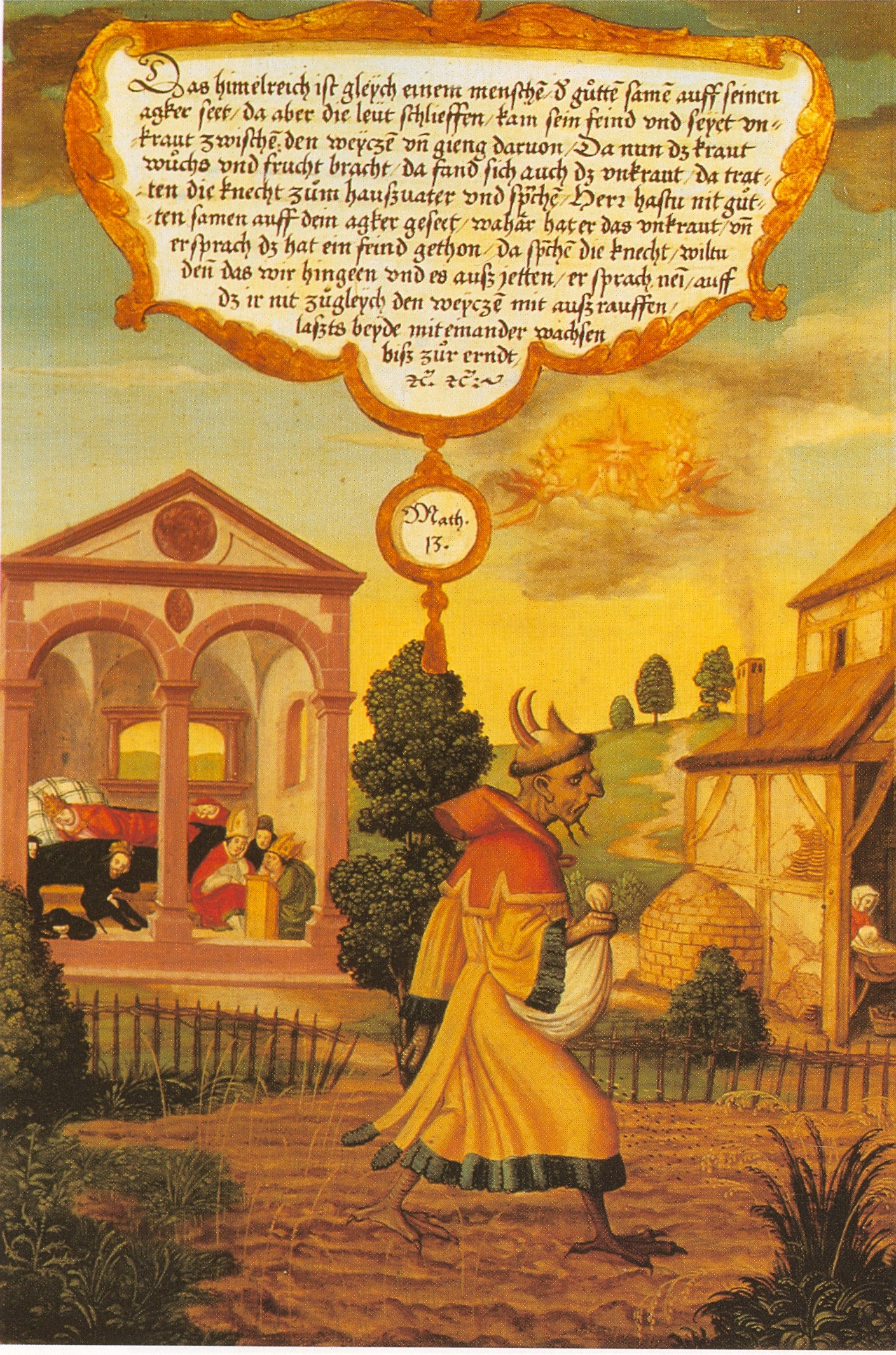
Das Gleichnis vom Unkraut unter dem Weizen, Mömpelgarder Altar (um 1540)

In den Evangelien bezieht sich Jesus in verschiedenen Gleichnissen auf den Teufel, etwa im Gleichnis vom Unkraut unter dem Weizen:

„Und Jesus erzählte ihnen noch ein anderes Gleichnis: Mit dem Himmelreich ist es wie mit einem Mann, der guten Samen auf seinen Acker säte. Während nun die Leute schliefen, kam sein Feind, säte Unkraut unter den Weizen und ging wieder weg. Als die Saat aufging und sich die Ähren bildeten, kam auch das Unkraut zum Vorschein. Da gingen die Knechte zu dem Gutsherrn und sagten: Herr, hast du nicht guten Samen auf deinen Acker gesät? Woher kommt dann das Unkraut? Er antwortete: Das hat ein Feind von mir getan. Da sagten die Knechte zu ihm: Sollen wir gehen und es ausreißen? Er entgegnete: Nein, sonst reißt ihr zusammen mit dem Unkraut auch den Weizen aus. Lasst beides wachsen bis zur Ernte. Wenn dann die Zeit der Ernte da ist, werde ich den Arbeitern sagen: Sammelt zuerst das Unkraut und bindet es in Bündel, um es zu verbrennen; den Weizen aber bringt in meine Scheune.“

Vor dem tausendjährigen Reich gibt es nach der Offenbarung des Johannes einen Kampf zwischen dem Erzengel Michael und seinen Engeln einerseits und Satan andererseits, der damit endet, dass der Teufel und seine Anhänger auf die Erde geworfen werden (Höllensturz). Für die Dauer des tausendjährigen Reichs wird er aber gefesselt, um danach wieder kurz freigelassen zu werden. Er verführt dann für eine gewisse Zeit Menschen, ehe er in einen Feuersee geworfen wird (Offb 20,1–11 ).
Einige wenige christliche Gemeinschaften wie die Christadelphians, die Church of the Blessed Hope oder Christian Science lehnen die Vorstellung der Existenz eines Teufels oder Satans als eines realen bösen Geistwesens ab.
Römisch-katholische Kirche:
Gemäß Papst Paul VI. (Regierungszeit 1963–1978) sei der Teufel „eine wirkende Macht, ein lebendiges, geistiges Wesen, verderbt und verderbend, eine schreckliche Realität, geheimnisvoll und beängstigend“. Die Widersagung des Bösen (Abrenuntiatio diaboli) gehört in der römisch-katholischen Kirche zum Ritus der Taufe und zur Erneuerung der Taufversprechen in der Feier der Osternacht. Im Katechismus der Katholischen Kirche heißt es in 391–394 über den Satan:

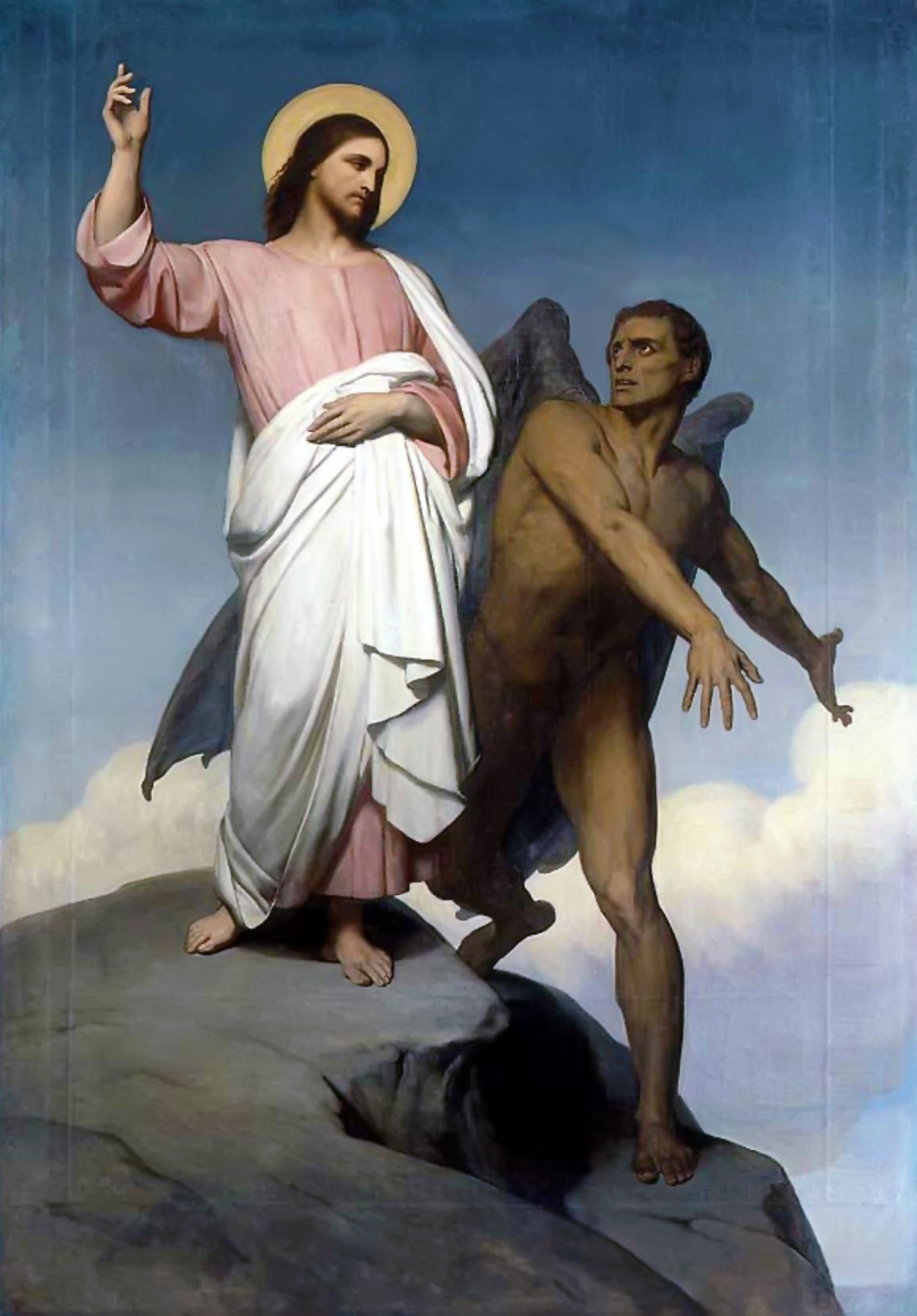
Die Versuchung Christi, Gemälde von Ary Scheffer (1854)

„Die Schrift bezeugt den unheilvollen Einfluß dessen, den Jesus den ‚Mörder von Anfang an‘ nennt (Joh 8,44 ) und der sogar versucht hat, Jesus von seiner vom Vater erhaltenen Sendung abzubringen [Vgl. Mt 4,1–11 .]. ‚Der Sohn Gottes aber ist erschienen, um die Werke des Teufels zu zerstören‘ (1 Joh 3,8 ). Das verhängnisvollste dieser Werke war die lügnerische Verführung, die den Menschen dazu gebracht hat, Gott nicht zu gehorchen.
Die Macht Satans ist jedoch nicht unendlich. Er ist bloß ein Geschöpf; zwar mächtig, weil er reiner Geist ist, aber doch nur ein Geschöpf: er kann den Aufbau des Reiches Gottes nicht verhindern. Satan ist auf der Welt aus Haß gegen Gott und gegen dessen in Jesus Christus grundgelegtes Reich tätig. Sein Tun bringt schlimme geistige und mittelbar selbst physische Schäden über jeden Menschen und jede Gesellschaft. Und doch wird dieses sein Tun durch die göttliche Vorsehung zugelassen, welche die Geschichte des Menschen und der Welt kraftvoll und milde zugleich lenkt. Daß Gott das Tun des Teufels zuläßt, ist ein großes Geheimnis, aber ‚wir wissen, daß Gott bei denen, die ihn lieben, alles zum Guten führt‘ (Röm 8,28 ).“

Der katholische Literaturwissenschaftler und Anthropologe René Girard interpretiert das christliche Verständnis Satans in seiner Analyse der neutestamentlichen Texte als eines der Hauptmotive der christlichen Offenbarung. Im Rahmen der von ihm formulierten mimetischen Theorie ist die Teufelsdarstellung in den Evangelien ein Paradigma des mimetischen Zyklus: Der Teufel ist der Versucher und der Stifter des Begehrens und des „Ärgernisses“ (skándalon), sein Wirken ist die sich selbst austreibende mimetische (= nachahmende) Gewalt, und er ist der „Mörder vom Anfang“, der das mythische Religionssystem, den kirchlichen Christusmythos – das sind die Gottwerdung und Anbetung des jüdischen Wanderpredigers, Rabbiners und Messias Jesus von Nazaret und die Trennung vom Judentum – hervorbringt. In der Bloßstellung der menschlichen (mimetischen) Gewalt durch die Passion und im darauffolgenden Ende des heilbringenden Opferkultes der archaischen Welt seien der Sinn des Triumphes des Kreuzes über die „Gewalten und die Mächte“ des Kolosserbriefes (Kol 2,14–15 ) sowie jene Täuschung der „Herrscher dieser Welt“ des 1. Korintherbriefes (1 Kor 2,6–8 ) zu sehen (paulinische Theologie und das „Prinzip des Bösen“), wenn man diese und ähnliche Begriffe mit Satan gleichsetzt, wie die Kirchenväter es machten. Girards Auffassung wurde von manchen theologischen Kreisen rezipiert, allerdings sind seine Gedanken in der christlichen Dogmatik ungewöhnlich und in der kirchlichen Öffentlichkeit noch kaum bekannt. Er verweist jedoch auf Origenes und dessen These des vom Kreuz getäuschten Satans als Trägers „eine[r] wichtige[n] Intuition“, die in der westlichen Kirche „unter den Verdacht [geriet], ‚magisches Denken‘ zu sein“.

#### Durch das Christentum mit dem Teufel identifizierte Gottheiten
Das Christentum hat dabei Gottheiten aus anderen Religionen und Mythologien mit dem Teufel identifiziert, obwohl diese Gottheiten in der ursprünglichen Religion nicht als böse wahrgenommen wurden.
Gleichstellung von Luzifer und Teufel

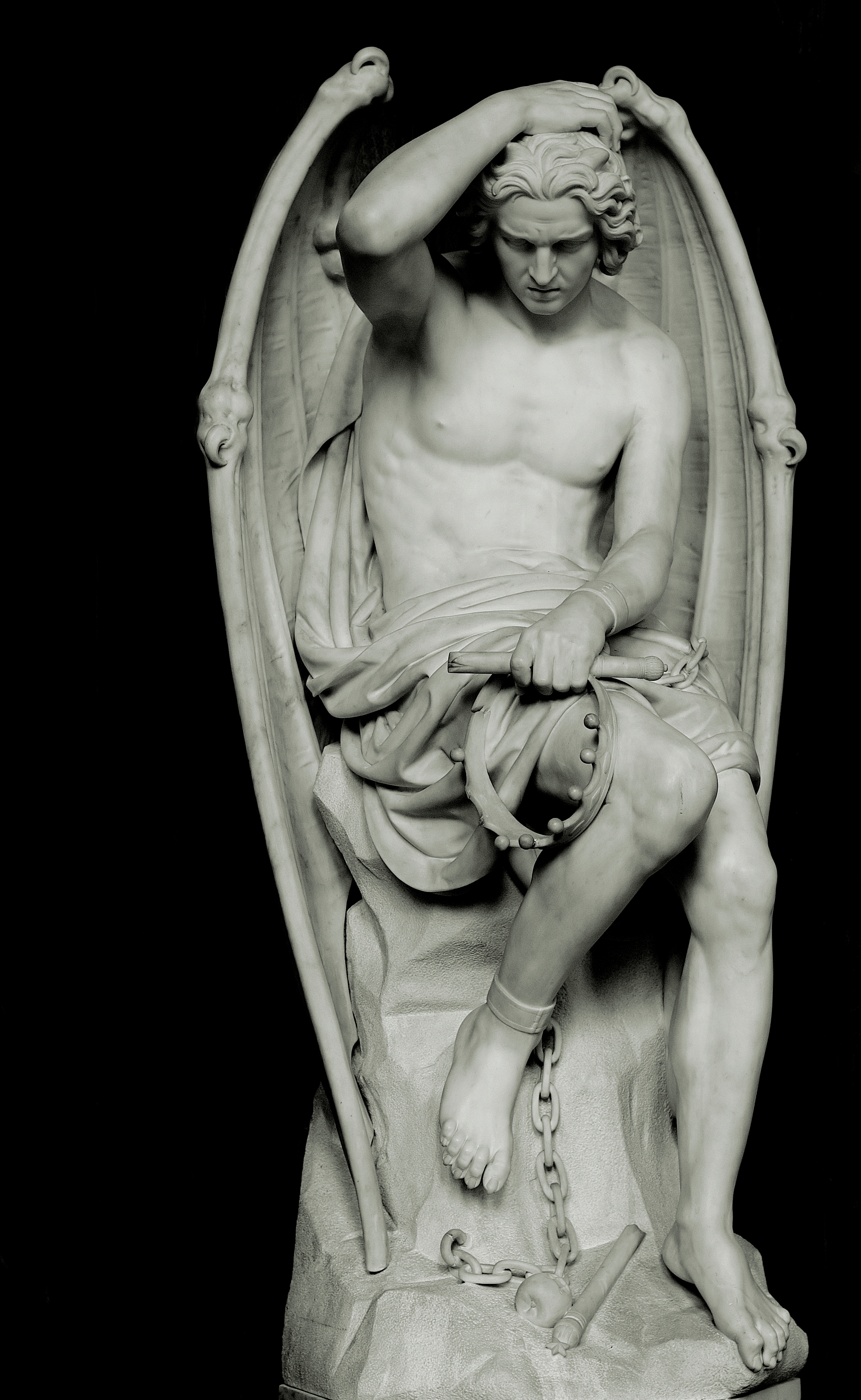
Luciferskulptur in der St.-Pauls-Kathedrale von Lüttich

Der oft verwendete Ausdruck Luzifer ist nichtjüdischen Ursprungs: In der Antike war Luzifer der Name für den Planeten Venus; im antiken Babylon wurde die Venus als „Tagesstern“, „Sohn der Morgendämmerung“ oder auch „Morgenstern“ oder „Abendstern“ bezeichnet. Die römische Mythologie kennt Luzifer als Sohn der Aurora, der Göttin der Morgenröte. In der griechischen Mythologie ist die Göttin Eos das Gegenstück zur römischen Aurora. Und auch hier hatte diese Göttin einen Sohn, welcher Phosphoros oder Eosphóros (griech. ‚Lichtträger‘) hieß. Dieser entspricht also dem römischen Lucifer (lat. ‚Lichtträger‘ beziehungsweise ‚Lichtbringer‘). Da in Jesaja 14,12  ein aus den Himmeln hinabstürzender „Engel [eigentlich Cherub, s. u.] der Morgenröte“ Erwähnung findet, wurde in der Vulgata der „Glanzstern“ von Jesaja 14,12 als „lucifer“ wiedergegeben.
Im Zusammenhang mit der im Christentum aufkommenden Engellehre vertrat Origenes die Ansicht, dass der ursprünglich mit Phaeton verwechselte Helal-Eosphoros-Luzifer, nachdem er sich Gott gleichzustellen versuchte, als himmlischer Geist in den Abgrund stürzte. Cyprian (um 400), Ambrosius (um 340–397) und einige andere Kirchenväter schlossen sich im Wesentlichen dieser dem hellenistischen Mythos entlehnten Auffassung an.
Baal
Der Philister-Gott Baal Zebul („erhabener Herr“) wurde verballhornt als „Baal Zebub“ („Herr der Fliegen“), der dann als „Beelzebub“ Einzug in die christliche Mythologie erhalten hat.

### Islam

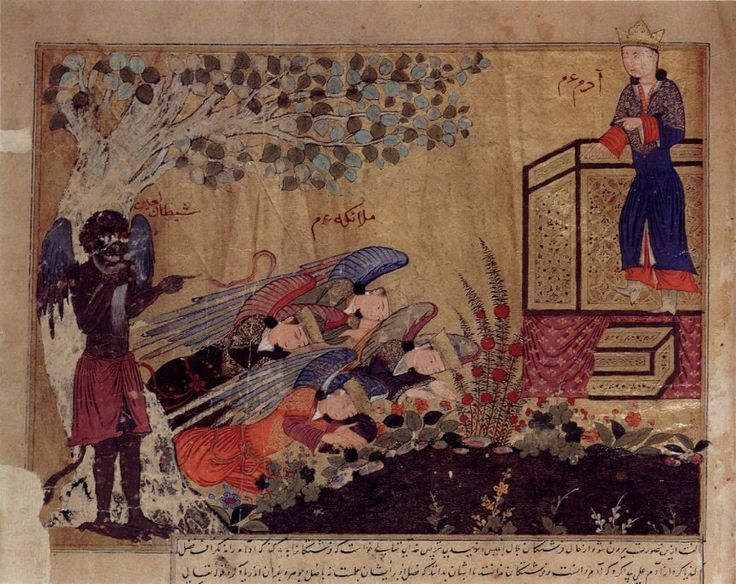
Darstellung von Iblis aus einer Ausgabe der Annalen von al-Tabari

Dem Islam ist eine Personifizierung des absoluten Bösen, das einen Gegenpol zu Gott (Allah) darstellt, fremd. Da dem islamischen Verständnis der Einheit Gottes zufolge Allah der Urheber aller Dinge sein muss, gibt es nach der Mehrheit muslimischer Auffassung kein intrinsisches Böses. Eine Ausnahme bilden dabei die Mu'tazila, die die Gerechtigkeit und Güte Allahs betonen. Der Ashariyya nach gelten ausschließlich Handlungen als verwerflich, die dem Gesetz Allahs zuwiderlaufen, und definieren Gut und Böse durch Gottes Gebote, nicht durch die Wahrnehmung der Menschen. Die Māturīdīya vertreten dahingegen einen moralischen Realismus. Wie die meisten islamischen Strömungen vertreten sie die Auffassung, dass Allah Urheber des Guten und des Bösen sei. Hinter dem Bösen verberge sich aber eine Weisheit, die sich erst später offenbare. Die Vorstellung, dass Gott nur das Gute hervorbringe, wird - im Gegensatz zu den Mu'tazila und Ashariyya - als eine Form des Dualismus und damit Schirk gleichgesetzt, weil es zum einen eine zweite Kraft neben Allah voraussetze und zum anderen ein Defizit in Allah impliziere.
Der archetypische Rebell Iblis gilt als Veranschaulichung sündhaften Handelns. Dieser weigert sich gemäß der koranischen Erzählung, sich auf den an die Engel adressierten Befehl Allahs hin vor dem neuerschaffenen Adam zu verneigen. Daraufhin wird er verstoßen. Der islamischen Tradition nach war Iblis vor seiner Verbannung von schöner Gestalt und genoss einen hohen Rang unter den Engeln, wurde dann aber in einen Satan (Schaitan, arabisch الشيطان, Plural شياطين Shayāṭīn, bedeutungs- und herkunftsgleich mit hebräisch שטן) verwandelt. Als Satane gelten solche Geister, die stets gegen die Ordnung Gottes handeln. Sie fungieren als untere Teufel. Iblis wird erst durch seine Handlung zum Ungläubigen. Dem gläubigen Muslim ist die Geschichte eine Warnung vor der Sünde, die ihm trotz einstiger Frömmigkeit zum Verhängnis werden kann. Ähnlich wird auch der biblische Pharao beispielhaft als großer Sünder angeführt. Diesem wird nachgesagt, dass seine moralischen Laster ihn dazu führten, sich selbst zur Gottheit zu erheben und damit die unverzeihliche Sünde zu begehen. Während Iblis’ Sünde ihren Ursprung im Neid (auf die neue Schöpfung Allahs) habe, liegt die Sünde des Pharaos im Hochmut allein.
Eine andere Gestalt, repräsentativ für die Verkörperung moralisch verwerflichen Charakters, ist der Diw-i-Safid. Diese Gestalt hielt über das von Firdausi im 11. Jahrhundert verfasste Schāhnāme Einzug in die islamische Welt. Dabei wurden dualistische Vorstellungen der vorislamischen iranischen Religion in das islamische Weltbild getragen. Die Diwen tauchen dabei wiederholt als Gegner von Helden und Königen auf. Anders als die Figur des Iblis werden die Diwen nicht durch einen Akt des Ungehorsams böse, sondern sind dies bereits zu Beginn. Als solche verkörpern sie moralische Laster, Irrationalität, Chaos und Disharmonie und werden durch die tugendhaften Helden der Geschichte kontrastiert. In der Adab-Literatur verkörpern sie die Sünden der niedersten Natur (an-Nafs al-Ammāra), die den Gegensatz zum himmlischen Geist (Ar-rūḥ) darstellen. In der Sufi-Literatur wird das rationale Prinzip der Seele durch Propheten Salomo dargestellt. Analog zum Königreich des koranischen Salomo wird der Leib von Dämonen kontrolliert, lernt die Seele sie nicht zu beherrschen.
In islamistischen Strömungen bildet sich eine Teufelsfigur in Form von dem Islam fremden Gesellschaftsordnungen heraus. Dabei werden die einstigen Rollen von Dämonen (Satanen und Dschinn) meistens auf einen einzigen Teufel (Schaitan) übertragen. Die im Koran genannten Götzen (Tāghūt), die ursprünglich fremde Götter oder böse Geister bezeichnet haben, denen Blutopfer dargebracht wurden, werden mit politischen Systemen, die nicht auf den Gesetzen der Scharia aufbauen, identifiziert. Diese Systeme gelten als teuflisch insofern, als sie von den Gesetzen Allahs abweichen. Das Teuflische nimmt dabei auch die Form einer alltäglichen Bedrohung an, die sowohl die sozialen als auch die politischen Angelegenheiten beeinflusst. Nur die gläubigen Muslime wären vor den teuflischen, also islamfremden Gesellschaftsnormen beschützt.

### Jesidentum
Im Jesidentum existiert die Gestalt des Bösen nicht. Der jesidischen Vorstellung nach würde eine zweite Kraft neben Gott die Allmacht Gottes ausschließen und kann daher nicht existieren. Da bereits der Ausspruch des Wortes des Bösen Zweifel an der Einzigartigkeit Gottes sei, sprechen die Jesiden dieses Wort nicht aus. Nach jesidischer Vorstellung wäre Gott schwach, wenn er noch eine zweite Kraft neben sich existieren ließe. Diese Vorstellung wäre mit der Allmacht Gottes nicht vereinbar.

### Dualistische Religionen
Der kosmische Dualismus, also der Kampf zwischen einem gänzlich gütigen Gott und einem ewigen und bösen Teufel, ist besonders in Religionen persischen Ursprungs ausgeprägt. Anders als in den abgeschwächten Formen des Dualismus wie im Christentum, welches lehrt, dass der Teufel seinen Ursprung als ein von Gott erschaffenes himmlisches Wesen hat, wird hier dem Teufel jeglicher Bezug zum Guten abgesprochen und als ein urzeitlich böser Geist präsentiert. Damit werden Gott und Teufel gegenübergestellt und auf ihre jeweiligen Bereiche (Gut und Böse) beschränkt.

#### Zarathustrismus
Die Religion Zarathustras, der Zarathustrismus (auch Zoroastrismus), ist dualistisch geprägt: „Und im Anbeginn waren diese beiden Geister, die Zwillinge, die nach ihrem eigenen Worte das Gute und das Böse im Denken, Reden und Tun heißen. Zwischen ihnen haben die Guthandelnden richtig gewählt.“
Die Schöpfungsgeschichte des Zarathustrismus besagt, dass Ahura Mazda (Gott) in den ersten 3000 Jahren durch einen langherrschenden Windhauch zuerst den eiförmigen Himmel und daraufhin die Erde und die Pflanzen erschuf. Im zweiten Zyklus von 3000 Jahren entstanden die Urstiere und danach der Urmensch. Danach erfolgte der Einbruch des Anramainyu (des „Teufels“), welcher den Urmenschen und den Urstier tötete und eine Periode des Kampfes eröffnete, die ihr Ende erst mit der Geburt des Zarathustra erreichte. Dieses Ereignis fiel in das 31. Jahr der Regierung des Königs Vistaspa. Und von da an werden wieder 3000 Jahre vergehen, bis der Heiland Saoschjant geboren wird, welcher die bösen Geister vernichten und eine neue, unvergängliche Welt herbeiführen wird; auch die Toten sollen dann auferstehen.
Gérald Messadié sieht den Wandel Satans vom Ankläger in Gottes Rat zum Gegenspieler Gottes als Übernahme des Ahriman (Anramainyu) aus dem Zoroastrismus an; dort sind der böse Welterschaffer und der gute Gott Ahura Mazda in der Tat Gegenspieler.
Im Zarathustrismus gelangen die Seelen nach dem Tod über die Činvat-Brücke. Hier wird Gericht gehalten: Für den rechtschaffenen Menschen ist die Brücke breit wie ein Pfad, für den anderen schmal wie eine Messerklinge. Die Guten gelangen in die seligen Gefilde des Paradieses Garodemäna (später Garotman), den „Ort der Lobgesänge“; die Seele des Bösen aber kommt an den „schlechtesten Ort“, d. h. in die Hölle. Die Dämonen des Zoroastrismus werden Daeva, Drudsch und Pairikas (Peri) genannt und teils als Unholdinnen gedacht, die mit bösen Menschen in fleischlichem Verkehr stehen und die guten zu verführen trachten, teils als tückische Dämonen, welche Trockenheit, Missernten, Seuchen und andere Plagen über die Welt verhängen.
Statt des einen Messias werden an anderen Stellen deren drei genannt, wodurch sich also diese Lehre von der entsprechenden des Alten Testaments unterscheidet. Dagegen stimmt die Lehre von der Auferstehung sogar in Details mit der christlichen überein, sodass die Annahme einer Entlehnung der letzteren aus der Religion der den Hebräern benachbarten Zarathustristen eine gewisse Wahrscheinlichkeit für sich hat. Speziell die Begriffe Himmel und Hölle waren im alten Judentum nicht bekannt.

#### Manichäismus
Der Manichäismus, eine bereits ausgestorbene Religion, die ihren Ursprung im 3. Jahrhundert hat, lehrte einen starken Dualismus zwischen den Mächten des Lichts und der Finsternis. Der manichäischen Vorstellung nach sind Gott und Teufel gänzlich verschieden. Vor Ewigkeiten existierten beide Prinzipien von Gut und Böse getrennt voneinander, verschmolzen aber bei einem Angriff der Wesen der Finsternis auf die Welt des Lichts. Der Manichäismus lehnt somit die Gleichsetzung des Teufels mit dem gefallenen Engel, dem Satan, ab; das Böse hat im Manichäismus keinen Ursprung im schöpferischen Akt oder der himmlischen Welt Gottes, sondern entstammt seinem eigenen Reich, der Welt der Finsternis. Der Teufel besteht aus fünf verschiedenen Gestalten: einem Fisch, einem Adler, einem Löwen, einem Drachen und einem Dämonen. Der Manichäismus kennt den Teufel als „Fürst der Finsternis“, doch nennt ihn je nach Zuhörerschaft auch Satanas, Ahriman, al-Šayṭān oder Iblis al Qadim. Als Antithese zum schöpferischen und guten Gott kann der Teufel sich nur über den Geschlechtsakt vermehren, nicht aber selbst Wesen aus dem Nichts erschaffen. Zu den Kindern des Teufels gehören auch Saklas und Nebroel, zwei böse Geistwesen der gnostischen Literatur. Die Gottheit, mit der Moses gemäß der Bibel sprach, wäre nicht Gott, sondern der Fürst der Finsternis gewesen.

## Ikonographie und volkstümliche Vorstellungen

### Christentum

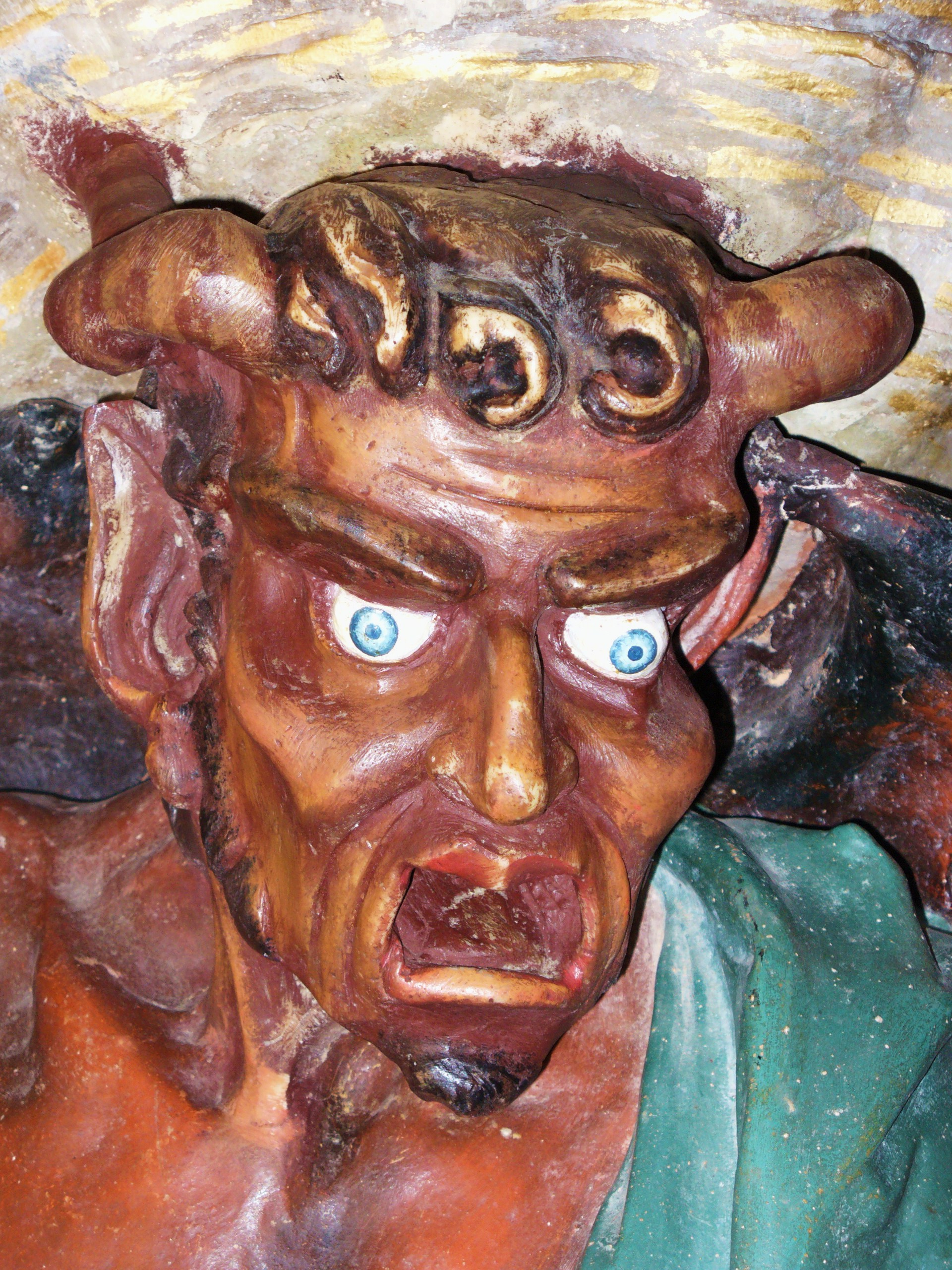
Plastische Darstellungen des Teufels Asmodis mit Weihwasserbecken in der Kirche von Rennes-le-Château

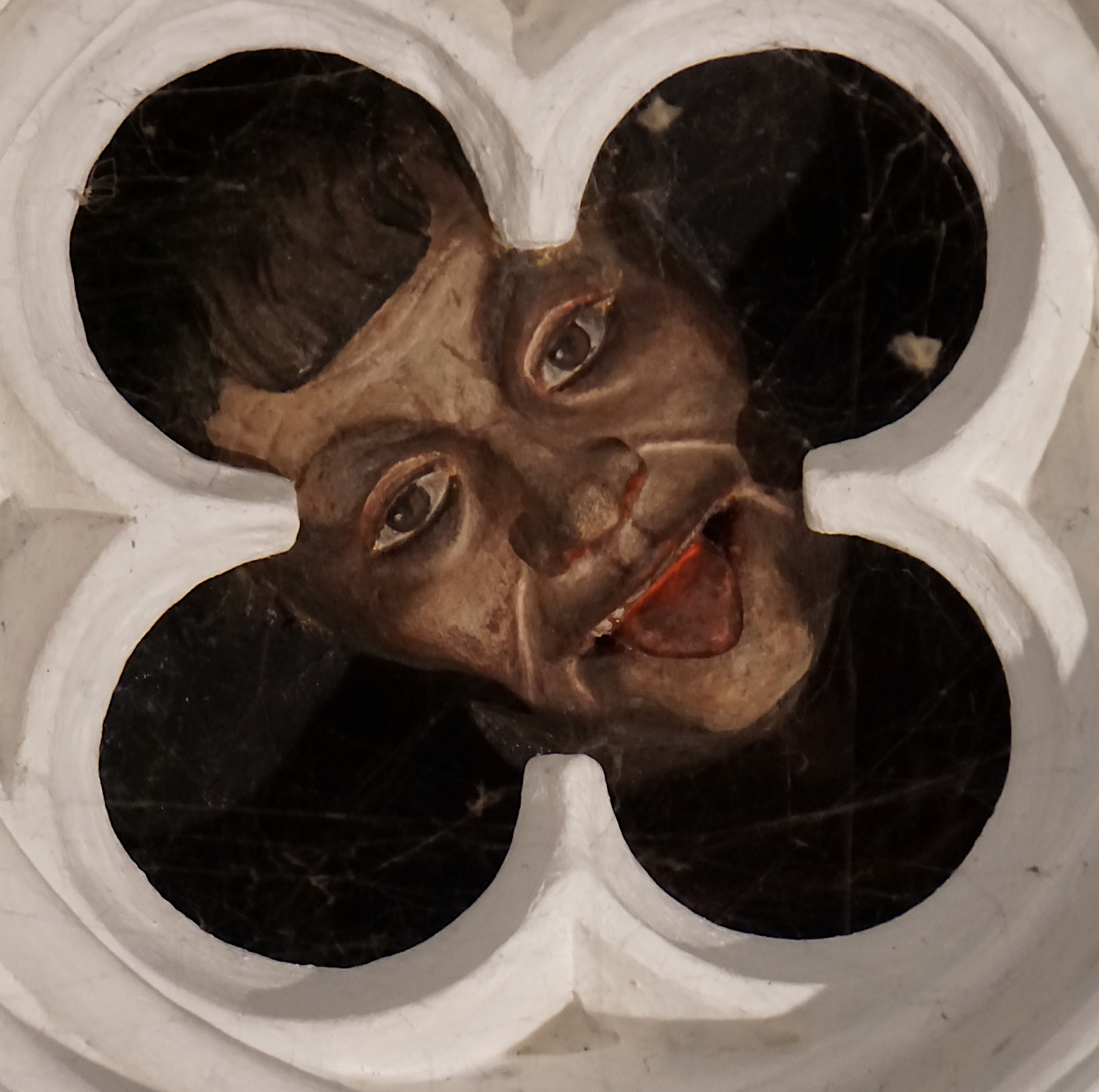
Herabschauender Teufel im Gewölbe der Sakristei der Hl.-Geist-Kirche in Landshut

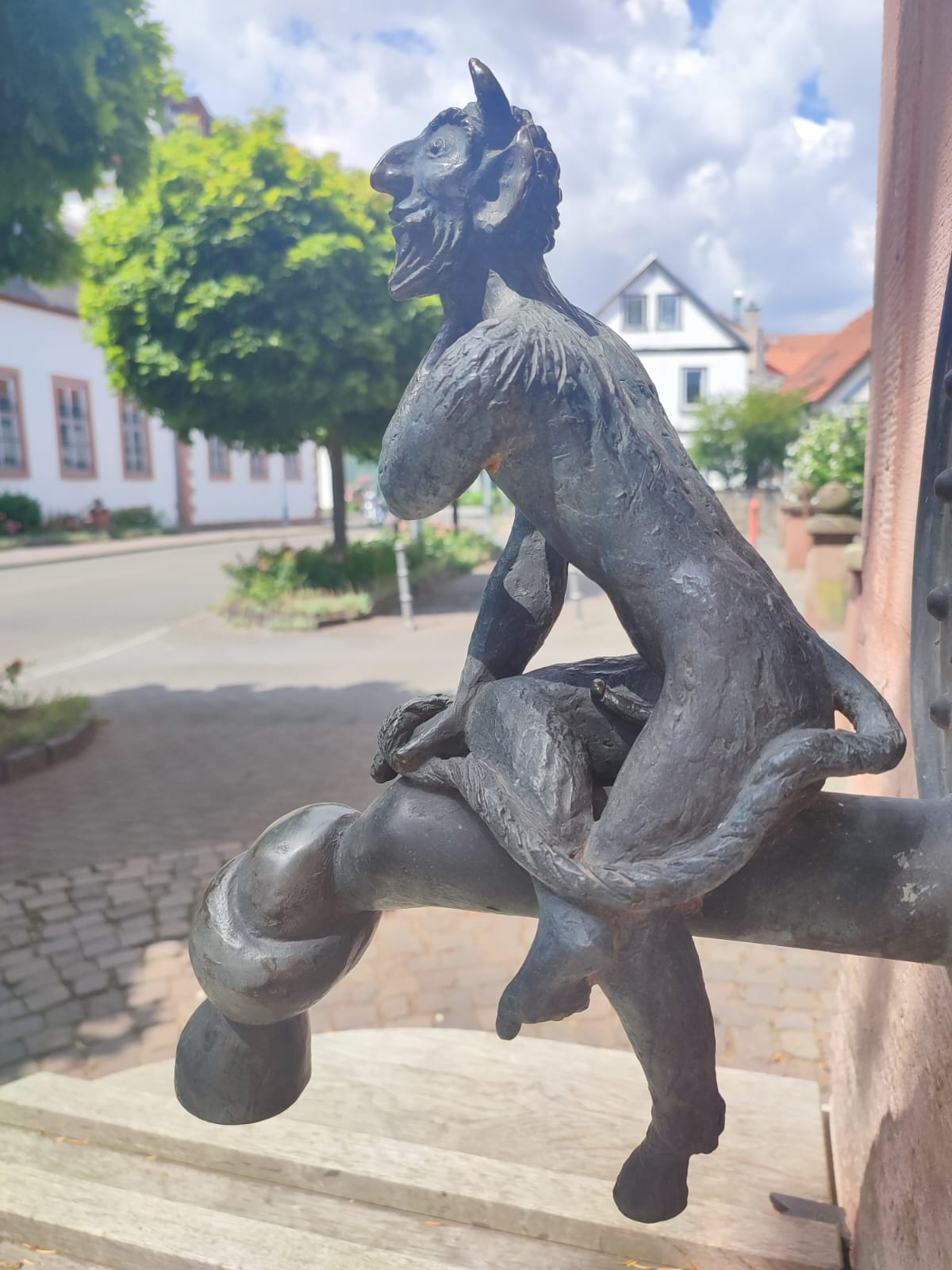
Moderne Adaption mittelalterlicher Teufelsvorstellungen: Das Brunnenteufelchen in Hanau

Da die Bibel sich kaum zum Aussehen des Teufels äußert, oblag die Darstellung dieses Wesens der Interpretation der Künstler. Sie fügten dabei eigene abstoßende physiognomische Merkmale hinzu. Dabei unterscheiden die Künstler nicht zwischen dem obersten Teufel und den „kleineren“ Teufelsgeistern. Ikonographische Attribute des christlichen Teufels gehen teils auf heidnische Götter zurück, etwa mit dem griechischen Gott Pan. Der Teufel wird meist schwarz und behaart, mit einem oder zwei Bocks- oder Pferdefüßen, Widderhörnern und einem Schwanz dargestellt. Gelegentlich werden dem Teufel auch Fledermausflügel hinzugefügt. In der bildenden Kunst haben die Teufelsgestalten vor allem apotropäische Absichten. Teilweise wird das Äußere der Kirchen mit Teufelsstatuen dekoriert, da der Christ die Gestalten des Bösen mit „den Füßen treten“ soll, und fordern gleichsam zur Achtsamkeit auf, um dem Kirchenschlaf entgegenzuwirken.

### Islam
Das zentrale Motiv des Iblis handelt von seiner Weigerung, sich vor dem Menschen zu verneigen. Dieser Moment wurde wiederholt in der islamischen Kunst aufgegriffen. Iblis wird dabei gelegentlich als schwarze Gestalt dargestellt. Die schwarze Farbe gilt dabei als Symbol korrumpierter Natur für unterschiedliche Teufelsgestalten und Häretiker. Anders als die Engel ist er bis auf einen Rock unbekleidet, sein Körper deformiert. Er weist diverse monströse Merkmale wie Klauen, brennende Augen, Hörner und einen Pferdeschwanz auf. Lediglich seine Flügel, die wiederum verbrannt sind, verbleiben als Symbol seiner ehemaligen Engelsform. In einer anderen Variante hat Iblis die Form eines alten Mannes und trägt einen Turban.
Bilder über die Himmelfahrt Mohammeds zeigen die Wächter der Hölle als feuerspeiende schwarze Kreaturen mit brennenden Augen auf, die die Sünder bestrafen. Auch wenn sie in der islamischen Theologie als Engel gelten, gleicht ihre ikonografische Darstellung jener der Teufelsgestalten in der islamischen Kunst.
Die Diwen werden als Mischwesen mit sowohl menschlichen als auch tierischen Zügen dargestellt, eine Disharmonie, die den chaotischen und unzivilisierten Charakter dieser Kreatur zeigt. Meistens tragen die Diwen lediglich einen Rock, um ihre Genitalien zu verdecken. Die Gestaltung der Diwen ist teilweise den hinduistischen Göttern entlehnt, die den arabischen und persischen Autoren bereits bekannt waren, als man die Diwen abbildete.

## Bezeichnungen

### Teufelsnamen
Die nachfolgend aufgelisteten Namen bezeichnen teilweise den Teufel, teilweise einen von mehreren Teufeln oder eine Erscheinungsform des Teufels. Siehe die jeweilige Erläuterung und die verlinkten Artikel.

#### Abrahamitische Religionen
Namen aus dem Bereich Judentum, Islam und Christentum (Sprachen: Hebräisch, Arabisch, Griechisch, Lateinisch, Deutsch):
- Asmodäus, Dämon im Talmud und Name des Herrschers der Schedim. In der christlichen Kultur wurde er in die teuflischen Hierarchien eingeordnet und wird im Hexenhammer als Teufel/Dämon der Unzucht und Wollust erwähnt.[34]
- Asasel (hebräisch), eine Teufelsgestalt zur Zeit des zweiten Jerusalemer Tempels, die die Geheimnisse des Himmels stahl und Menschen die Kunst der Waffenherstellung lehrte. Zu jener Zeit mag diese Figur eine Verteufelung des Prometheus gewesen sein, eines Titans, der den Menschen das Feuer vom Himmel brachte. Jenes Feuer habe der hellenistischen Kultur die Möglichkeit zur Waffenherstellung und einen militärischen Vorteil gegenüber den Juden eingeräumt, weshalb er aus jüdischer Perspektive die Rolle eines diabolischen gefallenen Engels bekam.[35] Seinen Ursprung hat er allerdings in der Bibel und stellt einen Wüstendämon dar, der selbst keine Gefahr darstellt, aber der altägyptischen Gottheit des Chaos, Seth, entspricht, von der diese Figur übernommen worden sein dürfte.[36]
- Azazil (arabisch); der Name kommt in der arabischen Literatur und Koranexegese, jedoch nicht im Koran selbst vor; häufig als Name von Iblis vor seiner Verbannung.
- Baphomet
- Beelzebub (hebräisch-lateinisch, von Ba’al Sebul, „Fürst Ba’al“)[37]
- Belial (hebräisch, lateinisch) oder Beliar (griechisch); ein Dämon im jüdischen Tanach bzw. im Alten Testament.
- Chutriel; er ist dazu bestimmt, die Verdammten in der Hölle zu geißeln.
- Diabolos (griechisch) bzw. Diabolus (lateinisch); davon abgeleitet ist das Adjektiv diabolisch („teuflisch“).
- Diw, monströse Gestalten in der orientalischen Mythologie, die in der Unterwelt leben und menschliche Laster verkörpern.
- Iblis, eine Teufelsgestalt im Koran. Der Name konnte bisher nicht in arabischer vorislamischer Literatur gefunden werden.[38] Im Koran wird er vor allem im Zusammenhang mit der verweigerten Niederwerfung vor Adam erwähnt.
- Legion, eine Vielzahl von Teufeln, die gemäß der Bibel in einen einzigen Mann gefahren sind und sich aufgrund ihrer Menge kollektiv als Legion vorstellen.
- Luzifer (deutsch) bzw. Lucifer (lateinisch, wörtlich „Lichtträger“, „Lichtbringer“), Name eines gefallenen Engels. Gemäß der christlichen Theologie wollte sich Luzifer Gott gleichmachen, wurde dann aber in die Tiefen der Unterwelt gestürzt. Nach Peter Binsfeld ist er jener Teufel, der die Todsünde des Hochmuts verkörpert.[39]
- Mephistopheles, kurz: Mephisto, literarische Figur in Goethes Drama Faust und allgemein im Fauststoff.
- Phosphoros (griechisch, wörtlich „Lichtträger“, „Lichtbringer“, vgl. Luzifer).
- Samael (hebräisch), auch Sammael oder Samiel; Hauptankläger Israels in der jüdischen Tradition und ein falscher Gott in manchen gnostischen Schriften.
- Satan oder Satanas (hebräisch), wörtlich: Gegner. Häufig mit Luzifer identifiziert, aber auch gelegentlich von diesem unterschieden. Peter Binsfeld klassifiziert ihn als den Teufel des Zorns.
- Schaitan oder Scheitan (arabisch), im Plural (شياطين Shayāṭīn) eine Gattung von Geistwesen, die Menschen (und Dschinnen) zur Sünde verleiten und wider die Ordnung Allahs handeln; im Singular eine Bezeichnung für den obersten der Versucher im Islam.
- Urian, Herr Urian
- Voland (mittelhochdeutsch vâlant), alter Name des Teufels, auch im mittelalterlichen Nordfrankreich.[40]

#### Andere Religionen und Sprachen
- Ahriman, Ahryman (mittelpersisch ‚arger Geist‘, zoroastrischer Ursprung). Gilt als das zerstörerische Prinzip in der altiranischen Mythologie.
- Angat (Madagaskar)
- Bies [gesprochen bjes] (im Polnischen und einigen anderen slawischen Sprachen)
- Czort (im Polnischen und einigen anderen slawischen Sprachen)
- Čert (im Tschechischen)
- Jikitori (Japan), eine hungrige Teufelsgestalt.[41]
- Kölski (Island)[42]
- Milkom, ammonitischer Teufel
- Ördög (im Ungarischen)
- Pii Saart (Thailand)
- Yerlik oder Erlik ist der Name des Gottes der Unterwelt, einer dem Teufel vergleichbaren Gestalt in der (alttürkischen) Sprache. Die schamanistisch geprägten Weltanschauungen sind divers, und so sind es auch die Mythen um den Ursprung Erliks. Gemäß einem Schöpfungsmythos schwammen Gott und sein erstes Geschöpf, das mit Erlik identifiziert wird, im ewigen Ozean. Als Gott dann die Welt erschaffen wollte, schickte er Erlik zum Grund des Ozeans, um Erde zu sammeln, aus der die Schöpfung entstehen sollte. Doch Erlik versteckte einen Teil der gesammelten Erde in seinem Mund, um sich ein eigenes Reich zu erschaffen. Als Erlik daran fast erstickte, half Gott ihm, die versteckte Erde auszuspucken, die daraufhin zu allen unangenehmen Orten der Welt wurde. Erbost strafte Gott Erlik, indem er ihm zwar sein eigenes Reich zugestand, es aber der Unterwelt zuwies, woraufhin Erlik zur Gottheit der Unterwelt wurde.[43] Nach der von Vasily Verbitsky bei Türken in der Altai-Region gesammelten Mythologie wurde Erlik von den himmlischen Wesen zusammen mit ihm folgenden Geistern verstoßen.[44] In der praktischen Auslebung des Glaubens werden Erlik teilweise Opfer gebracht, um ihn zu beschwichtigen. Sogenannte „Schattenschamenen“ führen ihre Lehren auf Erlik selbst zurück und glauben daran, nach ihrem Tode bei Erlik einen erhöhten Rang in der Unterwelt genießen zu dürfen.[45] Neben vom Himmel verstoßenen Elementargeistern besitzt Erlik das Kommando über weitere Dämonen wie Körmös und Hortlak.

### Umschreibungen und verhüllende Bezeichnungen
Manche Menschen nehmen an, dass die Nennung des Namens des Teufels dazu führen könne, dass dieser herbeigerufen werde. Es gibt daher eine Vielzahl von verhüllenden Bezeichnungen und Umschreibungen für den Teufel. Ein anderer Grund für die Benutzung einer Umschreibung kann die besondere Betonung eines Aspekts seines Wesens sein. Beispiele:
- Leibhaftiger
- Gehörnter
- Gottseibeiuns (volkstümlich)
- Daus (volkstümlich, veraltet), enthalten in der Wendung „ei der Daus“[46]
- Widersacher
- Verführer
- Höllenfürst
- Kuckuck („Hol’s der Kuckuck“)
- Höllenwart (davon abgeleitet die alten Teufelsbezeichnungen „Hellewart“, „Hellewirt“ oder „Hellehirt“)
- Fürst dieser Welt
- Sohn der Verdammnis
- gefallener Morgenstern
- Herr der Fliegen (wörtliche Übersetzung von hebräisch Beelzebub)
- Tausendkünstler (lateinisch milleartifex)[47]
- (Old) Nick, englischer Spitzname für den Teufel (beispielsweise verwendet in dem Film Das Kabinett des Dr. Parnassus)
- Old Scratch oder Mr. Scratch, englischer Spitzname für den Teufel (beispielsweise verwendet in der Erzählung A Christmas Carol)

## Der Teufel in der Moderne

### Moralphilosophie
In dem Werk Die Religion innerhalb der Grenzen der bloßen Vernunft verwendet Immanuel Kant den Teufel als Personifikation maximaler moralischer Verwerflichkeit. Abweichend von der geläufigen christlichen Vorstellung verortet Kant die sinnlichen Triebe nicht im moralisch Verwerflichen. Da das Böse intelligibel sein muss, kann es erst durch die bewusste Überordnung des Sinnlichen über das Sittliche als verwerflich angesehen werden. Daher müsse auch der Teufel über ein Verständnis des Sittlichen verfügen, hat aber als Geistwesen keinen Bezug zur sinnlichen Freude. Um ein Geistwesen müsse es sich beim Teufel zweifelsohne handeln, denn wäre der Teufel auch ein sinnliches Wesen, so bestünde die Möglichkeit, dass er, von der Lust verführt, nicht das Maximum der Verwerflichkeit wählen würde. Der Teufel handelt gegen das Sittliche, nicht etwa um eine sinnliche Lust zu befriedigen, sondern allein um des Bösen willen. Als solches ist der Teufel selbstlos, denn er profitiert nicht durch sein böses Handeln. Einen gänzlich teuflischen Menschen schließt Kant allerdings aus. Zwar gebe es teuflische Laster (Undankbarkeit, Neid und Schadenfreude), also solche Laster, die keinen eigenen Vorteil bringen, aber ein Mensch könne niemals gänzlich ein Teufel sein. In seiner Vorlesung zur Moralphilosophie (1774/75) gibt Kant ein Beispiel von einem Tulpenverkäufer an, der im Besitz einer seltenen Tulpe sei, aber als er erfuhr, dass noch ein anderer Verkäufer die gleiche Tulpe besaß, sie ihm abkaufte und daraufhin zerstörte, statt sie selbst zu behalten. Hätte er der Sinnlichkeit nach gehandelt, so hätte der Verkäufer die Tulpe behalten, aber nicht zerstört. Dennoch kann die Zerstörung der Tulpe nicht gänzlich von den sinnlichen Trieben losgesagt werden, da noch immer mit der Zerstörung der Tulpe eine sinnliche Freude oder Erleichterung einhergeht und daher nicht als allein um des Verstoßes gegen das Sittliche wegen gedacht werden kann.

### Psychoanalyse
Im Jahr 1922 befasste sich der Psychoanalytiker Sigmund Freud mit dem christlich-volkstümlichen Teufelsglauben. In dem 1923 erschienenen Aufsatz Eine Teufelsneurose im siebzehnten Jahrhundert (XIII, S. 317–353) bewertete er die kirchliche Seelsorge als nicht hilfreich im Umgang mit kranken Menschen. Die Diagnose zum Krankheitsbild des bayerischen katholischen Christen, Malers und Teufelsbündlers Christoph Haitzmann, der sich 1669 mit eigenem Blut dem Teufel verschrieben hatte, lautete: „Nicht aufgearbeitete Depression infolge des Verlustes einer nahestehenden Person“. Die Legende hat folgende Ereignisse hierzu überliefert:
Am 8. September 1677 zum Tag Mariä Geburt erschien während einer exorzistischen Praktik um Mitternacht in der Wallfahrtskirche Mariazell der Teufel als geflügelter Drache dem Christoph Haitzmann im Beisein von Mönchen.

„Vom bösen Dämon wissen wir, dass er als Widerpart Gottes gedacht ist und doch seiner Natur sehr nahesteht […] Es braucht nicht viel analytischen Scharfsinn, um zu erraten, dass Gott und Teufel ursprünglich identisch waren, eine einzige Gestalt, die später in zwei mit entgegengesetzten Eigenschaften zerlegt wurde… Es ist der uns wohlbekannte Vorgang der Zerlegung einer Vorstellung mit […] ambivalentem Inhalt in zwei scharf kontrastierende Gegensätze.“

Dem Psychoanalytiker Slavoj Žižek zufolge fungiere nicht nur der Teufel „als diabolos (von altgr. diaballein: trennen, das eine in zwei auseinanderziehen) und Jesus Christus als sein Gegenteil, als Symbol (zu altgr. symballein: sammeln und vereinen)“. Vielmehr seien Jesus Christus laut Lk 14,26  selbst das Trennende (diabolos) und sowohl der Teufel als auch Judas Iskariot lediglich seine Unterstützer dabei.

## Kulturgeschichtliche Bedeutung

### Der Teufel im Märchen
Zahlreiche Märchen erzählen – zumeist entgegen der christlichen Dogmatik – von einem Teufel, der oftmals komische Züge trägt. Darunter fallen z. B. KHM 29 Der Teufel mit den drei goldenen Haaren, KHM 100 Des Teufels rußiger Bruder, KHM 125 Der Teufel und seine Großmutter oder KHM 189 Der Bauer und der Teufel.

### Der Teufel in Film und Fernsehen
Viele Schauspieler haben im Laufe der Zeit den Teufel verkörpert, wobei unterschiedlichste Ansätze, von sehr humoristisch bis ausgesprochen ernsthaft und böse, gewählt wurden:
- John Gottowt – 1913 in Der Student von Prag
- Reinhold Schünzel – 1919 in Unheimliche Geschichten
- Benjamin Christensen – 1922 in Häxan
- Emil Jannings – 1926 in Faust – eine deutsche Volkssage
- Werner Krauß – 1926 in Der Student von Prag
- Theodor Loos – 1935 in Der Student von Prag
- Walter Huston – 1941 in Der Teufel und Daniel Webster
- Laird Cregar – 1943 in Ein himmlischer Sünder
- Vincent Price – 1957 in The Story of Mankind
- Gustaf Gründgens – 1960 in Faust
- Julie Newmar – 1963 in Twilight Zone (Of Late I Think of Cliffordville)
- Eddie Powell – 1967 in Die Braut des Teufels
- Burgess Meredith – 1967 in Der Foltergarten des Dr. Diabolo
- Christiane Schröder – 1971 in Der verliebte Teufel
- Christopher Lee – 1971 in Poor Devil
- Dieter Franke – 1977 in Wer reißt denn gleich vor’m Teufel aus
- Patrick Macnee – 1978 in Kampfstern Galactica (TV-Serie)
- Horst Frank – 1979 in Timm Thaler (TV-Serie)
- Danny Elfman – 1980 in Forbidden Zone
- David Warner – 1981 in Time Bandits
- Tim Curry – 1985 in Legende
- Jack Nicholson – 1987 in Die Hexen von Eastwick
- Robert De Niro – 1987 in Angel Heart
- Roberto Benigni – 1988 in Ein himmlischer Teufel
- Jeff Goldblum – 1990 in Der teuflische Mr. Frost
- Max von Sydow – 1993 in In einer kleinen Stadt
- Viggo Mortensen – 1995 in God’s Army – Die letzte Schlacht
- Al Pacino – 1997 in Im Auftrag des Teufels
- Robert Englund – 1997 in Eine schrecklich nette Familie
- Gabriel Byrne – 1999 in End of Days – Nacht ohne Morgen
- Harvey Keitel – 2000 in Little Nicky – Satan Junior
- Elizabeth Hurley – 2000 in Teuflisch
- Armin Rohde – 2002 in 666 – Traue keinem, mit dem du schläfst!
- Rosalinda Celentano – 2004 in Die Passion Christi
- Peter Stormare – 2005 in Constantine
- John Light – 2005 in The Prophecy: Uprising
- Peter Fonda – 2007 in Ghost Rider
- Dave Grohl – 2007 in Kings of Rock – Tenacious D
- Christoph M. Ohrt – 2007 in Ein Teufel für Familie Engel
- Ray Wise – 2007 bis 2009 in Reaper – Ein teuflischer Job (TV-Serie)
- Bryan Cranston – 2008 in Gefallene Engel 3
- Mark Pellegrino – 2009 in Supernatural (TV-Serie)
- Tom Waits – 2010 in Das Kabinett des Dr. Parnassus
- Nicholas Ofczarek – 2012 in Jesus liebt mich
- Philip Davis – 2013 in Being Human (TV-Serie)
- Tom Ellis – 2016 in Lucifer (TV-Serie)
- Justus von Dohnányi – 2017 in Timm Thaler oder Das verkaufte Lachen (Film)

Viele weitere Filme beschäftigen sich mit dem Teufel:
- Rosemaries Baby (1968)
- Der Exorzist (1973)
- Das Omen (1976)
- Exorzist II – Der Ketzer (1977)
- Halloween – Die Nacht des Grauens (1978)
- Die letzte Versuchung Christi (1988)
- Die neun Pforten (1999)
- Exorzist: Der Anfang (2004)
- Der Exorzismus von Emily Rose (2005)
- Requiem (2006)
- Das Omen (2006)
- The Reaping – Die Boten der Apokalypse (2007)
- Gonger – Das Böse vergisst nie (2008)
- Gonger 2 – Das Böse kehrt zurück (2010)
- Devil – Fahrstuhl zur Hölle (2010)

### Der Teufel in Musik und Literatur (Auswahl)
Der im Mittelalter verpönte Tritonus wurde auch als Diabolus in musica (lateinisch: ‚Teufel in der Musik‘) beziehungsweise als Teufelsintervall bezeichnet. Seit dem Lied Black Sabbath der gleichnamigen Band, das auf dem Tritonus basiert, ist dieser ein Markenzeichen ihres „bösen“ Klangs. Der Titel des Albums Diabolus in Musica der Metal-Band Slayer spielt ebenfalls auf den Tritonus an.
Die Teufelsgeige ist ein einfaches Rhythmus- und Lärminstrument.
In folgenden Musikstücken wird der Teufel thematisiert (Auswahl):
- Giuseppe Tartini: Teufelstrillersonate für die Violine (18. Jahrhundert): Tartini erzählte, er habe im Traum den Teufel spielen gehört und versucht, diese Musik aufzuschreiben.[52]
- The Rolling Stones: Sympathy for the Devil (1968)
- AC/DC: Highway to Hell (1979)
- Mauricio Kagel: Der mündliche Verrat (La Trahison orale). Ein Musikepos über den Teufel für 3 Sprecher/Darsteller und 7 Instrumentalisten (1981–1983. Deutsche Textfassung von Thomas Körner)
- Marilyn Manson: You and Me and the Devil Makes 3 (2007)

Eine heitere Sicht auf den Teufel bietet die Geschichte Der Teufel in der Weihnachtsnacht von Charles Lewinsky. In dem Text besucht der Teufel den Papst, um ihn zu verführen. Das tut er.
Im Werk Der Meister und Margarita des russischen Schriftstellers Michail Bulgakov verkörpert der Zauberkünstler Voland den Teufel und wird von Gestalten namens Behemoth, Asasselo und Abaddon assistiert.
Eine einflussreiche, humorvolle und zugleich theologisch tiefschürfende Behandlung des Teufels und seiner Methoden liefert das Werk „Dienstanweisung für einen Unterteufel“ (englisch: The Screwtape Letters) von C. S. Lewis.
Die satirische Gruselerzählung Das Haustier des Schweizer Schriftstellers Franz Hohler beschreibt den Erwerb eines mysteriösen pelzigen Tierchens, das sich als Teufel erweist und den Käufer nach und nach in seinen Bann zieht.
Wanders Deutsches Sprichwörter-Lexikon bietet 1700 Sprichwörter mit dem Wort Teufel.

### Der Teufel im Theater
Im von Martin Morgner inszenierten Theaterstück Kasper rettet einen Baum (Uraufführung 1986) steht der Baron Lefuet für den Teufel.

### Der Teufel im Puppenspiel
Im traditionellen Puppentheater tritt der Teufel als Inkarnation des Bösen auf. Er kontrastiert damit Figuren, die das Prinzip des Guten verkörpern, wie den Kasper, Feen oder Engel. Im klassischen Puppenspiel vom Dr. Faustus kommt dem Teufel als Mephistopheles in der Rolle des Gegenparts und Begleiters der Hauptfigur Faust eine tragende Rolle zu. Im modernen Verkehrskasperspiel fungiert der Teufel als Verführer, der die Menschen zu verkehrswidrigem, unfallträchtigem und kooperationsfeindlichem Verhalten verleiten will. In dieser Rolle spiegelt er die destruktiven Tendenzen im Menschen, die von Eigennutzdenken, Vorteilsucht, Machtstreben und anderen Untugenden bestimmt werden und sich bereits im kindlichen Verhalten finden.

## Umfragen
Laut einer Befragung von 1003 Personen in Deutschland im März 2019 glauben 26 Prozent an die Existenz eines Teufels. Vergleichbar stellten sich die Verhältnisse 1997 in den USA dar, während 2013 57 Prozent an den Teufel glaubten.